# Leverage (televisieserie)
Leverage is een Amerikaanse tv-dramaserie, voor het eerst uitgezonden in december 2008 op Turner Network Television.De serie is geproduceerd door director/executive producer Dean Devlins bedrijf Electric Television. Het eerste seizoen van Leverage bestond uit 13 afleveringen, geschreven door John Rogers and Chris Downey en geproduceerd door Dean Devlin en was zo opgesteld dat het een volledig afgerond verhaal bevatte voor het geval de serie niet hernieuwd zou worden. In totaal zijn van Leverage vijf seizoenen opgenomen van 2008 tot 2012.
In de serie volgen we een team professionele dieven en oplichters onder leiding van een voormalige verzekeringsfraude-inspecteur Nathan Ford (Timothy Hutton). Zijn team moderne Robin Hoods bestaat uit krachtpatser Eliot Spencer (Christian Kane), inbreekster Parker (Beth Jean Riesgraf), oplichtster Sophie Devereau (Gina Bellman) en computerdeskundige Alec Hardison (Aldis Hodge). Samen bieden ze benadeelde burgers een manier aan om het onrecht dat hun aangedaan is door rijke figuren en/of bedrijven recht te zetten.

## Verhaal
Leverage volgt de avonturen van een groep dieven en oplichters die vechten tegen het onrecht dat gewone burgers wordt aangedaan door de rijken en machtigen. Het team wordt geleid door voormalig verzekeringsinspecteur Nate Ford, die betrokken is geraakt bij de criminele activiteiten om wraak te kunnen nemen op zijn vorige werkgever, die een behandeling voor zijn ondertussen overleden zoon weigerde te betalen. Het team wordt echter opgelicht door hun eerste opdrachtgever. Ze besluiten hun 'klant' zelf aan te pakken en zijn bedrijf tot bankroet te drijven. Na de eerste aflevering, blijft het team samenwerken en bundelt de krachten om meer onrecht ongedaan te maken.
De serie voelt aan als een moderne Robin Hood met referenties naar The A-Team, zo is het leverage-team ook op de vlucht voor de politie, helpen ze onschuldige mensen en houdt Nate, net als Hannibal van ingewikkelde plannen.
Zinnen als "Let's go steal us a..." en een soort van "I love it when a plan comes together" kunnen regelmatig gehoord worden in de serie.
Verder is de serie heel gelijkaardig aan het vier jaar oudere Britse Hustle.